# SDSS J135246.37+423923.5
SDSS J135246.37+423923.5 é um quasar que detém o recorde de vento mais energético medido até 2020. Ele se move a quase 13% da velocidade da luz. A massa do buraco negro supermassivo que alimenta o quasar é 8,6 bilhões de vezes maior que o Sol.